# Iubire fără limite
Iubire fără limite (Por Amor) este o telenovelă braziliană din 1997-1998, difuzată în România de canalul Acasă TV. 

## Distribuție
- Regina Duarte - Elena Viana
- Gabriela Duarte - María Eduarda Viana Greco de Barros Mota
- Antônio Fagundes - Atílio Novelli
- Fábio Assunção - Marcelo de Barros Mota
- Susana Vieira - Blanca Leticia de Barros Mota
- Vivianne Pasmanter - Laura Saboya Trajano
- Carolina Ferraz - Milena de Barros Mota
- Eduardo Moscovis - Nando (Fernando Gonzaga)
- Murilo Benício - Leonardo de Barros Mota
- Carolina Dieckmann - Catalina Pereira
- Ângelo Paes Leme - Rodrigo Vianna Fontes
- Carlos Eduardo Dolabella - Arnaldo de Barros Mota
- Cássia Kis - Izabel Lafayette
- Ângela Vieira - Virgínia Vianna Fontes
- Odilon Wagner - Rafael Vianna Fontes
- Maria Zilda Bethlem - Flávia Nogueira Dantas
- Marcelo Serrado - César Andrade
- Françoise Forton - Meg (Margarita Saboya Trajano)
- Ricardo Petraglia - Trajano
- Paulo José - Orestes Greco
- Regina Braga - Lídia Gonzaga Greco
- Cecília Dassi - Sandra Gonzaga Greco
- Júlia Almeida - Natália Trajano